# Trochäischer Dimeter
Der trochäische Dimeter ist in der antiken Verslehre ein aus zwei trochäischen Metren zusammengesetztes Versmaß. In der metrischen Formelnotation wird der trochäische Dimeter als trd geschrieben.
Da das trochäische Metrum eine Dipodie ist, also aus zwei Versfüßen besteht, hat der trochäische Dimeter vier Versfüße, er stimmt also im Prinzip mit dem ebenfalls vierfüßigen trochäischem Quaternar bzw. der trochäischen Tetrapodie (tr4) überein. In Sprachen mit akzentuierendem Versprinzip wie dem Deutschen ist das entsprechende Versmaß der trochäische Vierheber.

## Antike Formen
Die Schemata der verschiedenen Formen sind in metrischer Notation:
- trochäischer Dimeter (trd):

—◡ˌ—◠ | —◡ˌ—◠
- katalektischer trochäischer Dimeter (trdc):

—◡ˌ—◠ | —◡ˌ◠
Der katalektische Dimeter ist als Kolon auch unter der Bezeichnung Lekythion bekannt.
- trochäischer Quaternar (tr4):

—×ˌ—×ˌ—×ˌ—◠,
- katalektischer trochäischer Quaternar (tr4c)

—×ˌ—×ˌ—◡ˌ◠
Wie man sieht unterscheiden sich Dimeter und Quaternar vor allem durch die größere metrische Ambivalenz der lateinischen Form, da beim Dimeter der 1. und 3. Fuß mit Breve realisiert sein muss. Außerdem weist der Dimeter gewöhnlich eine Dihärese nach dem zweiten Fuß auf.

## Trochäischer Vierheber
In der akzentuierenden Metrik moderner Sprachen wie dem Deutschen entspricht dem trochäischen Dimeter der trochäische Vierheber, wobei die metrischen Ambivalenzen der antiken Versmaße entfallen und der Vers auch katalektisch sein kann:
—◡ˌ—◡ˌ—◡ˌ—(◡)
Im Deutschen erschien er nach griechischem Vorbild gebildet erstmals in der Übersetzung anakreontischer Oden durch Johann Christoph Gottsched (daher spricht man auch von anakreontischen Trochäen).
Bedeutung in der deutschen Dichtung gewann er aber erst als Versmaß von Herders Nachdichtung des spanischen Nationalepos Cantar de Mio Cid:
Traurend tief saß Don Diego,

Wohl war keiner je so traurig;

Gramvoll dacht er Tag' und Nächte

Nur an seines Hauses Schmach.
Man bezeichnet im Deutschen die reimlosen trochäischen Vierheber von daher auch als spanische Trochäen. Diese waren als Versmaß der Romanzenstrophe vor allem bei den Romantikern sehr beliebt, werden aber auch in einigen bekannten Balladen der Klassik verwendet, so in Goethes Schatzgräber (1797):
Arm am Beutel, krank am Herzen,

Schleppt’ ich meine langen Tage.

Armuth ist die größte Plage,

Reichthum ist das höchste Gut!
Ein weniger bekanntes Beispiel von Goethe ist das Gedicht Meeresstille: 
Tiefe Stille herrscht im Wasser,

Ohne Regung ruht das Meer,

Und bekümmert sieht der Schiffer

Glatte Fläche ringsumher.

Keine Luft von keiner Seite!

Todesstille fürchterlich!

In der ungeheuern Weite

Reget keine Welle sich.
Sehr bekannt ist wieder Schillers Ode An die Freude in kreuzgereimten trochäischen Vierhebern:
Freude, schöner Götterfunken,

Tochter aus Elisium,

Wir betreten feuertrunken,

Himmlische, dein Heiligthum.
Auch Schillers klassische Ballade Kassandra über die unglückliche trojanische Seherin bedient sich spanischer Trochäen:
Eris schüttelt ihre Schlangen,

Alle Götter fliehn davon,

Und des Donners Wolken hangen

Schwer herab auf Ilion.
Diese Verse aus Schillers durchaus ernsthaft gedachter Ballade deuten bereits die Eignung des trochäischen Vierhebers für das Komische an. So verwendete Heinrich Heine dann auch die ungereimte vierzeilige Romanzenstrophe in seinem Versepos Atta Troll:
Juliette hat im Busen

Kein Gemüt, sie ist Französin,

Lebt nach außen; doch ihr Äußres

Ist entzückend, ist bezaubernd.

Ihre Blicke sind ein süßes

Strahlennetz, in dessen Maschen

Unser Herz, gleich einem Fischlein,

Sich verfängt und zärtlich zappelt.
Joseph Victor Scheffels Versroman, Der Trompeter von Säkkingen, besteht ebenfalls aus trochäischen Vierhebern. Wie Heine verbindet Scheffel den Trochäus mit einer romantisch-humoristischen Erzählweise. In der Einleitung gibt Scheffel dem Leser Rechenschaft über die verwendete Metrik:
Unbarmherzig dichtend schritt ich

Auf dem Dach, – es widerhallte

Metrisch und der Bann gelang mir;

In vierfüßige Trochäen

Ungefesselt liegen jetzo,

Die den Traum der Nacht mir störten.
Und auch bei einem Klassiker der komischen Dichtung wie in Wilhelm Buschs Max und Moritz tut der hier paargereimte trochäische Vierheber seinen Dienst:
Fließet aus dem Aug’, ihr Tränen!

All mein Hoffen, all mein Sehnen, 	

Meines Lebens schönster Traum

Hängt an diesem Apfelbaum!!
Beispiele für den Gebrauch spanischer Trochäen in der deutschen Dramendichtung finden sich bei Grillparzer in der Schicksalstragödie Die Ahnfrau (1817) und in Der Traum ein Leben (1834) mit dem spanischen Vorbild La vida es sueño des Calderón de la Barca.
Zu nennen ist schließlich noch das finnische Nationalepos Kalevala, das in einer speziellen Form trochäischer Vierheber verfasst ist.